# 신경망 기계 번역
신경망 기계 번역(Neural machine translation, NMT)은 일련의 단어의 가능성을 예측하기 위해 인공 신경망을 사용하는 기계 번역 접근 방법으로, 일반적으로 하나의 통합 모델에 문장들 전체를 모델링한다.

## 속성
신경망 기계 번역은 전통적인 통계적 기계 번역(SMT) 모델에 필요한 기억의 일부만이 필요하다. 더 나아가, 전통적인 번역 시스템과는 달리 신경망 기계 번역 모델의 모든 부분은 합동하여(단대단으로) 훈련을 받음으로써 번역 성능을 극대화한다.

## 역사
딥 러닝 응용은 1990년대에 음성 인식으로 처음 등장하였다. 신경망을 기계 번역에 사용하는 것을 다룬 최초의 논문은 2014년 등장하였으며 그 뒤 수년에 걸쳐 수많은 진보가 있었다. (Large-vocabulary NMT, application to Image captioning, Subword-NMT, Multilingual NMT, Multi-Source NMT, Character-dec NMT, Zero-Resource NMT, Google, Fully Character-NMT, Zero-Shot NMT in 2017) 2015년, 기계 번역 대회(OpenMT'15)에 NMT 시스템이 처음 등장하였다. WMT'15 또한 최초로 NMT 도전자였으며 이듬해 NMT 시스템 중 우승자들 가운데 90%를 차지하였다. NMT의 인기는 NMT 부문의 도입 등의 행사를 통해 상승하였다.(NMT, 연중 WMT(기계 번역 워크숍) 뉴럴 MT 트레이닝, 매년 이어지는 구글 최초의 NMT 독립 워크숍)

## 같이 보기
- 어텐션 (기계 학습)
- Seq2seq